# Westermurrer Mühle
Die Westermurrer Mühle ist ein zur Stadt Murrhardt gehörender kleiner Wohnplatz im baden-württembergischen Rems-Murr-Kreis. Die Siedlung ging aus einer Wassermühle hervor, die im 20. Jahrhundert stillgelegt wurde.

## Lage
Die Siedlung befindet sich im bewaldeten oberen Murrtal etwa einen halben Kilometer südöstlich des Weilers Vorderwestermurr der Stadt und unmittelbar unterhalb des zugehörigen Mühlweihers, in dem die Murr und der Fautsbach zusammenfließen. Etwa einen halben Kilometer südwestlich und aufwärts am Fautsbach liegt die Westermurrer Sägmühle, ein anderer Mühlplatz.

## Geschichte
Erstmals erwähnt wurde die Westermurrer Mühle im Jahre 1789 als Besitz des Eberhard Röder. Im 19. Jahrhundert bestand die Siedlung aus zwei separaten Anlagen, einer Mahlmühle mit zwei Wasserrädern und einer Sägemühle mit einem Wasserrad. Besitzer war Michael Fritz. Die Sägemühle wurde schon während des Ersten Weltkriegs (1917) aufgegeben, die Mahlmühle war noch bis zum Zweiten Weltkrieg in Betrieb. Der letzte Besitzer, Müllermeister Hirzel, musste den Betrieb krankheitsbedingt 1939 einstellen.